# マグナム酒井
マグナム酒井（マグナム さかい、1977年5月23日 - ）は、日本の男性キックボクサー。新潟県出身。士魂村上塾所属。元MA日本ヘビー級王者。元MA日本ミドル級王者。
メジロジムで修行したこともあり、対角線攻撃（オランダスタイル）を得意とする。
もともとは中量級の選手で、K-1 WORLD MAXのリングで試合をしたこともあるが、現在はヘビー級戦線で試合をしている。

## 来歴
高校卒業後、士道館の道場に入門するまでは定職に就かず、もっぱらパチンコで生計を立てていた。2000年にハルマゲドンが起きると信じていたため、就職する気はなかったとのこと。
格闘技を始めたきっかけは、新潟のレンタルビデオ店でK-1のビデオを借りて見たことから。これを機に上京し、トラックの運転手をしながら格闘技ができるジムや道場を探した。そして、たまたま士道館の道場を見つけ、入門した。
1998年6月12日、MA日本キックボクシング連盟にてプロデビュー。
2001年9月、井手本にＫＯ勝ち。
2002年1月、ヌンポントーンに判定負け。2002年3月、湘南キャリミにＫＯ勝ち。2002年9月、中村高明に判定勝ち。
2003年1月、江口慎吾に判定勝ち。2003年9月、大野崇に判定勝ち。
2004年1月、ガブリエル・バルブェアにＫＯ勝ち。2004年3月、ペトロ・ポラックに判定勝ち、ヌントラガーンにＫＯ負け。2004年5月、大野崇に判定勝ち。
2005年6月、青柳に判定勝ち、ファビアーノに判定負け。2005年12月、ネイサン・コーベットにＫＯ負け。
2006年3月、アレックス・ロバーツにＫＯ負け。2006年9月、ＲＩＳＥトーナメント2006で藤田智也にＫＯ勝ち、三浦広光にＫＯ勝ち、地主正孝に判定勝ちし、優勝。
2007年4月、寒川と判定ドロー。
2008年10月19日、MA日本キックボクシング連盟ヘビー級王者。

## 人物・エピソード
趣味は恋愛。下ネタ好きである。須藤信充との試合前に行われたインタビューでは、（試合後に風俗店に行くことについて）「俺は予約しないタイプ。やりたいと思ったらすぐに行く。試合が終わったらすぐに行くかもしれない。前に試合が終わってシャワーも浴びずに行ったことがある。ワセリンが付いたままで行って、店でキレイにしてもらった」というエピソードを披露した。更に、寒川直喜との試合前のコメントでは「勝ったらラウンドガールとヤラセてくれる特権を付けてくれたら、もっと気合いが入ります」「『抱かれたい女出てこいやー！』って感じです(笑)」などと述べた。

## 獲得タイトル
2005士道館空手全日本大会無差別級優勝
R.I.S.E. MIGHTY EIGHTY TOURNAMENT'06 優勝
第6代MA日本ミドル級王座
第6代MA日本ヘビー級王座